# Гаман (лічильна одиниця)
Гама́н, гаман грошей (від рум. punga/gi de bani — «гаман банів», з тур. kese-i-rumi — «румелійський гаман») — позначення певної кількості грошей (спочатку в 500 талерів, потім у 500 лей чи флоринів), яка слугувала одиницею вимірювання сплачуваних господарями Молдавського князівства 16—18 ст. податків Османській імперії, що збиралися в тому числі і з Буковини. Обсяг податків для всієї Молдови складав від 10 (1514) до 160 гаманів (1684) і більше.